# Søndag (ugeblad)
 For alternative betydninger, se Søndag (flertydig). (Se også artikler, som begynder med Søndag)
SØNDAG er et dansk ugeblad, der trods navnet udkommer hver mandag. Tidligere navne: Søndags B.T. og Søndags-B.T.
SØNDAG udkommer hver uge i et oplag på 78.147. Bladet henvender sig til voksne kvinder og har 386.000 læsere. Indholdet er primært store portrætter med kendte kvinder, krydsord, madopskrifter, sundhed, boligartikler, mode, skønhed og meget mere. Bladet udgives af Aller Media.
Ugebladet udkom første gang i 1921 som et weekend-tillæg til B.T. Da Det Berlingske Officin solgte bladet i 1989, skiftede bladet navn til Ugemagasinet Søndag. Senere ændredes navnet igen til Ugebladet SØNDAG, og i starten af 2006 gennemgik bladet en stor forandring i bladets layout, og navnet ændredes til det nuværende.
Bladets slogan er: SØNDAG – køb det mandag.
Bladet markedsfører sig som "Danmarks største kvindeblad"
Christina Bølling er SØNDAGs chefredaktør.